# Джууко, Мурушид
Мурушид Джууко (англ. Murushid Juuko; 14 апреля 1994) — угандийский футболист, защитник сборной Уганды.

## Клубная карьера
Мурушид начал карьеру в клубе «Вайперс», затем выступал за «Виктория Юниверсити». В 2014 перешёл в танзанийский клуб «Симба», с которым в сезоне 2017/18 завоевал чемпионский титул.
23 декабря 2018 провёл первую игру в Лиге чемпионов КАФ против замбийской «Нканы».

## Карьера в сборной
11 июля 2014 года Джууко дебютировал в составе сборной Уганды в товарищеском матче со сборной Сейшел. Принимал участие в матчах победного для своей команды Кубка КЕСАФА 2005, в том числе и в финальной встрече против сборной Руанды.
4 января 2017 года Мурушид был включён в окончательную заявку для участия в Кубке африканских наций 2017. На турнире в Габоне Джууко принял участие в двух матчах своей сборной, которая вылетела после группового этапа.
24 марта 2018 отметился первым забитым мячом в составе сборной, забив в ворота сборной Сан-Томе и Принсипи.

## Достижения
Уганда
- Обладатель Кубка КЕСАФА: 2015

«Симба»
- Чемпион Танзании: 2017/18